# Mesodineutes
Mesodineutes là một chi bọ cánh cứng trong họ Gyrinidae.
Chi này được miêu tả khoa học năm 1977 bởi Ponomarenko.

## Các loài
Chi này gồm các loài:
- Mesodineutes amurensis Ponomarenko, 1977